# Красний Яр (Кокшетауська міська адміністрація)
Кра́сний Яр (каз. Қызыл жар) — село у складі Кокшетауської міської адміністрації Акмолинської області Казахстану. Адміністративний центр Красноярського сільського округу.
Населення — 13536 осіб (2021; 9875 у 2009, 8352 у 1999, 9131 у 1989).
Національний склад станом на 1989 рік:
- росіяни — 39 %;
- казахи — 29 %.